# 직무특성이론
직무 특성 이론은 작업 설계 이론이다. 이 이론은 “조직 환경에서 직무를 풍부하게 하는 일련의 구현 원리”를 제공한다. 직무 특성 이론의 원래 버전은 다섯 가지 “핵심” 직무 특성(즉, 기술 다양성, 과업 정체성, 과업 중요성, 자주권, 그리고 피드백)이 세 가지 심리적 상태(즉, 경험된 유의미성, 경험된 책임감, 결과에 대한 지식)를 통해 다섯 가지 업무 관련 결과(즉, 동기 부여, 만족, 공연, 그리고 결근 및 이직)에 영향을 미친다는 모형을 제안했다.

## 역사
직무 재설계는 1960년대에 처음 시작되었다. 그때까지는 생산을 극대화하기 위해 직무를 단순화해야 한다는 태도가 지배적이었지만, 고도로 정형화되고 반복적인 과업에 노출될 때 근로자 불만족으로 인해 단순화의 이점이 사라지는 경우가 발견되었다. 직무는 단순히 반복적인 과업의 나열로 단순화하는 대신, 동기 부여를 높이는 방식으로 풍부하게 해야 한다고 제안되었다. 이러한 관점에서 직무 특성 이론이 등장했다.
1975년, 그레그 R. 올덤과 J. 리처드 핵먼은 터너와 로렌스 그리고 핵먼과 롤러의 이전 연구를 바탕으로 직무 특성 이론(JCT)의 원래 버전을 구성했다. 터너와 로렌스는 작업 설계에서 직무의 객관적인 특성에 대한 토대를 제공했다. 또한, 핵먼과 롤러는 직무 특성이 직원의 업무 관련 태도와 행동에 미치는 직접적인 영향, 그리고 더 중요하게는 직무 특성 이론에서 성장 욕구 강도라고 불리는 개발 필요성에 대한 개인차를 지적했다.
1980년, 핵먼과 올덤은 그들의 책 "Work Redesign"에서 직무 특성 이론의 최종 형태를 제시했다. 주요 변경 사항으로는 두 가지 추가 조절 변인(지식과 기술, 맥락 만족)의 추가, 결근 및 이직과 같은 업무 결과의 제거, 그리고 내부 작업 동기에 대한 초점 증가가 포함되었다. 여러 결과 변수도 제거되거나 이름이 변경되었다. 심리적 상태와 행동적 결과 간의 관계에 대한 약한 지지를 보여주는 경험적 연구 결과에 따라, 정서적 결과에 집중하는 쪽으로 전환되었다.
이론 외에도 올덤과 핵먼은 이론의 구성 요소를 평가하기 위한 두 가지 계측기인 직무 진단 설문지(JDS)와 직무 평가 양식(JRF)을 만들었다. JDS는 직무 보유자의 다섯 가지 핵심 직무 특성, 경험된 심리적 상태, 성장 욕구 강도 및 결과를 직접 측정한다. JRF는 슈퍼바이저나 연구원과 같은 외부 관찰자로부터 핵심 직무 특성에 대한 평가를 얻기 위해 설계되었다.

## 주요 변수
이론의 최종 버전에 따르면, 다섯 가지 핵심 직무 특성은 세 가지 중요한 심리적 상태를 유발해야 하며, 이는 여러 가지 바람직한 개인적 및 업무적 결과로 이어진다. 조절 변인인 성장 욕구 강도, 지식과 기술, 맥락 만족은 직무 특성과 심리적 상태 간의 연결, 그리고 심리적 상태와 결과 간의 연결을 조절해야 한다.

### 핵심 직무 특성
- 기술 다양성: 직무가 다양한 활동을 요구하여 근로자가 다양한 기술과 재능을 개발해야 하는 정도. 직무 보유자는 기본적이고 반복적인 직무보다 여러 다른 기술과 능력을 요구하는 직무에서 더 많은 유의미성을 경험할 수 있다.[2]
- 과업 정체성: 직무가 직무 보유자에게 눈에 보이는 결과물을 가진 작업물을 식별하고 완성하도록 요구하는 정도. 근로자는 작업의 일부만을 담당하는 것보다 전체 과정에 참여할 때 직무에서 더 많은 유의미성을 경험한다.[2]
- 과업 중요성: 직무가 다른 사람들의 삶에 영향을 미치는 정도. 영향은 즉각적인 조직 내에서 또는 외부 환경에서 발생할 수 있다. 직원은 다른 사람에게 미미한 영향을 미치는 직무보다 다른 사람의 심리적 또는 육체적 웰빙을 실질적으로 개선하는 직무에서 더 많은 유의미성을 느낀다.[2]
- 자주권: 직무가 직원에게 작업을 계획하고 절차를 결정하는 데 있어 상당한 자유, 독립성, 재량권을 제공하는 정도. 자주권 수준이 높은 직무의 결과는 관리자나 직무 절차 매뉴얼의 지시보다는 근로자 자신의 노력, 주도권, 결정에 달려 있다. 이러한 경우, 직무 보유자는 직장에서 자신의 성공과 실패에 대해 더 큰 개인적 책임을 느낀다.[2]
- 피드백: 근로자가 결과에 대한 지식을 가지고 있는 정도. 이는 직무 성과의 효과성에 대한 명확하고 구체적이며 상세하고 실행 가능한 정보이다. 피드백은 가능한 한 직접적이어야 한다. 직접적인 피드백은 다른 사람의 판단보다는 과업 자체에서 나온다. 근로자가 자신의 작업 성과에 대한 명확하고 실행 가능한 정보를 받을 때, 그들은 자신의 작업 활동의 효과와 생산성을 향상시키기 위해 취해야 할 특정 조치(있는 경우)에 대해 더 나은 전반적인 지식을 갖게 된다.[2][11]

### 핵심 심리적 상태
- 작업의 경험된 유의미성: 직무 보유자가 작업을 본질적으로 유의미하다고 경험하고 자신의 가치를 다른 사람 및 외부 환경에 제시할 수 있는 정도.[2]
- 작업 결과에 대한 경험된 책임감: 근로자가 작업 결과에 대해 자신이 책임 있고 책임을 느껴야 한다고 느끼는 정도.[2]
- 작업 활동 결과에 대한 지식: 직무 보유자가 자신이 얼마나 잘 수행하고 있는지 아는 정도.[2]

### 결과
이전 연구에서 채택된 초기 이론의 개인적 및 업무적 결과는 내부 작업 동기, 직무 만족, 결근 및 이직, 그리고 성과 품질이었다. 그러나 원래 모델에 대한 1980년 개정판에는 결근 및 이직의 제거, 그리고 성과를 작업 품질과 작업 수량으로 나누는 것이 포함되었다.

### 조절 변수
- 성장 욕구 강도(GNS): GNS는 “개인의 성취, 학습 및 개발에 대한 욕구의 강도”이다.[1] 이 이론은 성장 욕구 강도가 핵심 직무 특성과 심리적 상태 간의 관계, 그리고 심리적 상태와 결과 간의 관계를 모두 조절한다고 가정한다.[2]
- 지식과 기술: 근로자가 보유한 지식과 기술 수준은 매개변수와 직무 특성 및 결과 간의 관계를 조절할 수 있다. 동기 부여가 되는 직무의 경우, 적절한 지식과 기술은 핵심 심리적 상태와 더 나은 결과를 경험하게 하지만, 불충분한 지식과 기술은 심리적 상태를 저해하고 더 부정적인 결과를 초래한다. 동기 부여가 되지 않는 직무는 근로자가 심리적 상태를 전혀 경험하지 못하게 하므로, 지식과 기술은 아무런 영향을 미치지 않는다.[15]
- 맥락 만족: 직무의 맥락 또한 직원의 경험에 영향을 미친다. 저자들은 근로자가 관리자, 급여, 동료, 직무 안정성과 같은 것에 만족할 때, 고도로 동기 부여가 되는 직무에 더 긍정적으로 반응하고, 만족하지 않을 때는 덜 긍정적으로 반응한다고 제안한다. 그 이유는 근로자가 바람직하지 않은 작업 맥락을 처리하기 위해 주의 자원을 사용해야 하며, 이는 직무에 내재된 풍부함을 방해하기 때문이다.[15]

## 제안
직무 특성 이론(JCT)의 세 가지 핵심 심리적 상태는 인지 동기 이론과 특정 심리적 상태의 존재가 바람직한 결과로 이어질 수 있다는 이전 연구를 기반으로 한다. JCT는 이전에 발견된 심리적 상태(경험된 유의미성, 경험된 책임감, 결과 지식)와 결과 간의 관계를 체계적으로 평가할 기회를 제공했다. 더 중요하게는, 작업 설계에 대한 이전 연구는 직무 특성이 개인 성과를 예측할 수 있음을 보여주었지만, 이 관계가 "왜" 그리고 "어떻게" 존재하는지는 제공하지 않았다. 직무 특성 이론은 세 가지 핵심 심리적 상태를 사용하여 직무 특성과 업무 관련 결과 사이에 다리를 놓음으로써 이 간극을 메웠다.
이론의 개념적 핵심이기도 한 세 가지 심리적 상태는 (1) 작업의 경험된 유의미성, (2) 작업 결과에 대한 경험된 책임감, 그리고 (3) 작업 활동 결과에 대한 지식을 포함한다. 이러한 심리적 상태는 직무 특성과 업무 관련 결과 간의 관계를 매개하는 것으로 이론화되었다. 이론에 따르면, 이 세 가지 핵심 심리적 상태는 비보상적 조건이며, 이는 직무 보유자가 모델에서 제안된 결과를 달성하려면 세 가지 핵심 심리적 상태를 모두 경험해야 함을 의미한다. 예를 들어, 근로자가 세 가지 심리적 상태를 경험할 때, 그들은 잘 수행할 때 자신에 대해 좋게 느낀다. 이러한 긍정적인 감정은 근로자가 계속해서 잘 수행하도록 강화한다.
이 이론에 따르면, 특정 핵심 직무 특성은 각 심리적 상태를 담당한다. 기술 다양성, 과업 정체성 및 과업 중요성은 경험된 유의미성을 형성한다. 자주권은 경험된 책임감에 영향을 미치고, 피드백은 결과 지식에 기여한다. 이전 연구에서는 네 가지 직무 특성(자주권, 다양성, 정체성, 피드백)이 근로자의 성과, 만족도, 출석률을 높일 수 있음을 발견했다. 과업 중요성은 그레그 올덤이 조립 라인 근로자로서의 자신의 업무 경험에서 파생되었다. 그의 직무는 과업 다양성이나 정체성을 제공하지 않았지만, 그는 다른 사람들이 자신의 업무에 의존한다는 깨달음을 통해 여전히 유의미성을 경험했다. 이러한 깨달음은 과업 중요성을 직무의 경험된 유의미성에 영향을 미칠 또 다른 직무 특성으로 포함하게 했다. 따라서 직무 특성 이론은 업무 관련 결과를 예측할 수 있는 다섯 가지 핵심 직무 특성을 제안했다.

### 동기 부여 잠재력 점수
직무가 다섯 가지 핵심 특성에서 높은 점수를 받을 때, 세 가지 심리적 상태를 생성할 가능성이 높으며, 이는 높은 내부 작업 동기, 높은 작업 만족도, 높은 품질의 작업 성과, 낮은 결근 및 이직과 같은 긍정적인 작업 결과로 이어질 수 있다. 높은 수준의 직무 특성이 긍정적인 결과로 이어지는 이러한 경향은 동기 부여 잠재력 점수(MPS)로 공식화될 수 있다. 핵먼과 올덤은 MPS가 “직무가 개인의 동기 부여 수준에 대해 전반적으로 높은 위치를 차지하는 정도의 지수이며, 따라서 유리한 개인적 및 작업적 결과를 유발할 가능성이 높다”고 설명했다.
동기 부여 잠재력 점수(MPS)는 위에서 논의된 핵심 차원을 사용하여 다음과 같이 계산할 수 있다.
{\displaystyle {\text{MPS}}={\frac {\text{Skill Variety + Task Identity + Task Significance }}{\text{3}}}{\text{ x Autonomy x Feedback}}}
동기 부여 잠재력이 높은 직무는 경험된 유의미성으로 이어지는 세 가지 요인 중 적어도 하나에서 높아야 하며, 또한 자주권과 피드백 모두에서 높아야 한다. 직무의 MPS가 높으면, 직무 특성 모델은 동기 부여, 성과 및 직무 만족도가 긍정적인 영향을 받고, 결근 및 이직과 같은 부정적인 결과의 가능성이 줄어들 것이라고 예측한다.
위 방정식에 따르면, 자주권이나 피드백 중 하나라도 낮은 위치에 있으면 직무의 MPS가 실질적으로 저하될 것이다. 왜냐하면 자주권과 피드백은 각각 경험된 책임감과 결과에 대한 지식을 촉진할 것으로 예상되는 유일한 직무 특성이기 때문이다. 반대로, 경험된 유의미성으로 이어지는 세 가지 직무 특성 중 하나에서 낮은 점수를 받더라도 반드시 직무의 MPS를 감소시키지는 않을 수 있다. 왜냐하면 그 세 가지 속성 중 하나가 강력하게 존재하면 다른 것들의 부재를 상쇄할 수 있기 때문이다.

### 개인차 요인
동기-위생 이론의 단점 중 하나에 대한 응답으로, 직무 특성 이론은 모델에 개인차 요인을 추가했다. 허즈버그 외(Herzberg et al.)는 본질적으로 그리고 외적으로 동기 부여가 되는 직무 특성의 중요성을 고려했지만 개인차는 고려하지 않았다. 이전 연구에서 일부 개인이 다른 사람보다 풍부한 직무 환경에 더 긍정적으로 반응할 가능성이 높다는 것을 보여줌으로써 개인차의 중요성이 입증되었다. 따라서 이론의 원래 버전은 핵심 직무 특성이 결과에 미치는 영향을 조절하는 개인차 특성인 성장 욕구 강도(GNS)를 가정한다. 높은 성장 욕구 강도를 가진 직무 보유자는 낮은 GNS 직무 보유자에 비해 다섯 가지 핵심 특성 수준이 높은 직무가 제공하는 기회에 더 긍정적으로 반응해야 한다.

## 대체 작업 설계 이론

### 과학적 관리법
프레더릭 윈즐로 테일러의 과학적 관리법 이론은 과업 단순화와 노동 분업을 통한 효율과 생산성을 강조했다.

### 동기-위생 이론
프레더릭 허즈버그 외(Herzberg et al.)의 동기-위생 이론, 일명 2요인 이론은 직무 특성 이론에 영향을 미쳤으며, 직무를 풍부하게 함으로써 동기 부여와 만족도를 높이려 했다. 이 이론은 직무에 본질적인 “동기 부여 요인”(예: 인정, 승진, 성취)의 변화가 직원 동기 부여와 만족도 수준을 높일 것이라고 예측한다. 반면, 직무 자체에 외적인 “위생 요인”(예: 회사 정책 및 급여)은 불만족 수준을 낮출 수 있지만, 실제로는 만족도나 동기 부여에 영향을 미치지 않는다.

### 사회기술 시스템 이론
사회기술 시스템 이론은 사람-기술 상호작용을 최적화하는 작업을 설계함으로써 만족도와 생산성 향상을 예측한다.

### 품질 개선 이론
품질 개선 이론은 작업 프로세스의 분석과 최적화를 통해 직무를 개선할 수 있다는 아이디어에 기반을 둔다.

### 적응적 구조화 이론
적응적 구조화 이론은 조직 내에서 기술의 의도된 사용과 실제 사용 간의 상호작용, 그리고 그것이 다양한 업무 관련 결과에 어떻게 영향을 미칠 수 있는지 살펴보는 방법을 제공한다.

## 변형

### 역채점 보정
이다삭과 드라스고는 도구의 측정 오류 중 하나를 수정한 직무 진단 설문지의 수정된 버전을 제공했다. 여러 질문의 역채점이 직무 진단 설문지에 관련된 요인을 조사하는 불일치 연구의 원인이라고 제안되었다. 인자 분석 후, 이다삭과 드라스고는 직무 특성 이론에서 제안한 이론화된 다섯 가지 특성 대신 여섯 가지 요인을 발견했다. 추가 조사를 통해 그들은 여섯 번째 요인이 역코딩된 항목들로 구성되어 있음을 보여줄 수 있었다. 저자들은 질문을 다시 작성하고 분석을 다시 실행했으며, 이는 측정 오류를 제거했음을 발견했다.

### GN–GO 모델
직무 특성-성과 관계의 조절 변수로서 성장 욕구 강도의 타당성에 대한 일관성 없는 연구 결과로 인해, 그랜, 스캔두라, 그랜은 성장 기회를 또 다른 조절 변수로 추가한 GN-GO 모델을 제안했다. 그들은 동기 부여와 성장 욕구 강도 사이에 단순한 긍정적 관계가 있는 것이 아니라, 다양한 수준의 성장 기회와 함께 근본적인 점진적(계단식) 관계가 있다고 제안했다. 성장 기회 증가는 “직무 자체의 특성을 변화시키거나 직무 자체에 대한 이해를 변화시키는 사건”으로 설명된다. 성장 욕구 강도가 높은 사람들은 각 성장 기회 수준에 도달할 때 성과를 높이도록 동기 부여될 수 있지만, 성장 욕구 강도가 낮은 사람들은 동일한 증가에 도달할 때 성과가 유지되거나 저하될 것이라고 가설을 세웠다. 현장 연구는 원래의 성장 욕구 강도 조절보다 GN-GO 모델에 더 많은 지지를 보였다.

### 특성 및 결과의 확장
험프리, 나르강, 모르게손은 다양한 결과와 직무 특성을 통합하여 원래 모델을 확장했다. 저자들은 수정된 직무 특성 세트를 동기 부여적 특성, 사회적 특성, 작업 맥락 특성으로 세 부분으로 나누었고, 결과는 행동적 결과, 태도적 결과, 역할 인지 결과, 웰빙 결과로 네 부분으로 나누었다. 결과는 확장된 특성과 결과 사이의 강력한 관계를 보여주었으며, 이는 원래 이론이 제안하는 것보다 직무를 풍부하게 하는 더 많은 선택지가 있음을 시사한다.

### 심리적 소유권
직무 특성 이론과 심리적 소유권에 대한 이전 경험 연구를 바탕으로, 연구자들은 두 이론을 결합한 모델을 개발했다. 그들은 직무 특성 이론의 심리적 상태를 직무에 대한 심리적 소유권으로 대체하여 직무 특성과 결과 간의 매개 변수로 사용했다. 직무 특성 이론의 긍정적인 개인 및 업무 결과 외에도 부정적인 결과(예: 영역 행동, 변화에 대한 저항, 책임의 부담)가 추가되었다.

## 경험적 검증
직무 특성 이론은 도입 이후 광범위하게 연구되었다. 이론에 대한 첫 경험적 검증은 핵먼과 올덤 자신으로부터 나왔다. 저자들은 “척도의 내적 일관성 신뢰도와 항목의 판별 타당도가 “만족스러웠다”고 밝혔다. 그들은 또한 직무 보유자 외에 슈퍼바이저와 연구원이 직무를 평가하도록 하여 측정의 객관성을 평가하려고 노력했다. 더 중요하게는, 저자들은 모델이 예측한 관계가 그들의 분석에 의해 뒷받침되었다고 보고했다.
이러한 출판물 이후, 다음 10년 동안 직무 특성 이론을 검토하는 200개 이상의 경험적 논문이 발표되었다. 프리드와 페리스는 직무 특성 이론에 대한 연구를 요약하고 전반적으로 “온건한 지지”를 발견했다. 프리드와 페리스는 그들의 검토에서 아래에서 논의될 일곱 가지 일반적인 비판 영역을 언급했다.
- 객관적 및 인지된 직무 특성 간의 관계: 직무 특성에 대한 근로자의 인식이 정확한지 여부는 직무 특성 이론에 대한 중요한 관심사이다. 직무 진단 설문지(어떤 직무 충실화가 필요한지 결정하는 데 중요한 역할을 함)가 직무 보유자의 인식에 의존하기 때문에 다섯 가지 직무 특성에 대한 부정확한 평가는 직무 충실화 과정에 해로울 수 있다.[35]
- 직무 인식에 영향을 미치는 요인: 사회적 신호, 개인적 요인, 그리고 직무 진단 설문지의 각 부분이 주어지는 순서는 직무 인식에 영향을 미칠 수 있다.[36][37][38] 이러한 “무관한 단서”는 직무 특성에 대한 인식을 왜곡할 수 있다.[35]
- 인지된 대 객관적 직무 특성-결과 관계: 연구자들은 또한 직무 보유자의 직무 특성 및 업무 결과 평가의 객관성에 대해 우려했지만, 연구들은 이러한 우려가 대체로 근거 없다는 것을 보여주는 경향이 있었다.[39][40]
- 직무 진단 설문지의 요인: 직무 특성 이론의 다섯 가지 직무 특성 차원에 대한 지지는 직무 진단 설문지의 요인 해결책을 조사하는 연구들 사이에서 엇갈린 지지를 보였다.[41][42]
- 직무 특성-결과 관계: 연구자들은 직무 특성이 업무 결과보다 개인적 결과와 더 강한 관계를 갖는다고 주장했다.[33] 더 중요하게는, 동기 부여 잠재력 점수가 평가자의 다섯 가지 직무 특성 평가를 합산하는 것만큼 예측력이 없다는 것이 밝혀졌다.[1][35]
- 핵심 심리적 상태의 매개 효과: 연구자들은 직무 특성과 개인적 결과 간의 심리적 상태의 매개 역할에 대한 지지를 발견했지만, 업무 결과에 대한 매개에 대해서는 유사한 증거를 발견하지 못했다.[33][43][44][45]
- 성장 욕구 강도의 조절 변수 사용: 성장 욕구 강도의 조절 변수로서의 타당성을 조사하는 여러 연구가 있었다. 많은 연구에서 성장 욕구 강도의 조절 효과가 낮다고 보고했다.[31][43][46]

## 새로운 발전
직무 특성 이론이 조직 문헌에 도입된 이후 수년 동안, 이 분야와 업무 자체에 많은 변화가 있었다. 올덤과 핵먼은 작업 설계에서 발전에 더 유익한 영역이 사회적 동기 부여, 직무 재설계(job crafting), 그리고 팀이라고 제안한다.
이 나라의 업무 특성 변화로 인해 사회적 동기 부여의 원천이 더욱 중요해지고 있다. 더 많은 직무가 고객-직원 상호작용 수준을 높이고 있으며, 직원들 간의 상호 의존성도 증가하고 있다. 이를 염두에 두고, 사회적 측면이 정서적 및 행동적 결과에 미치는 영향을 조사하는 것이 합리적일 것이다.
직무 특성 이론이 주로 직무 충실화를 위한 직무 특성 조작에 대한 조직의 책임에 초점을 맞추었지만, 직무 재설계에 대한 문헌에서 상당한 관심이 있었다. 직무 재설계에서 직원은 조직 내에서 자신의 역할에 대한 통제권을 갖는다. 핵먼과 올덤은 직무 재설계의 이점은 무엇인지, 이점이 직무 재설계 과정 자체에서 비롯되는지 아니면 직무에 대한 실제 변화에서 비롯되는지, 그리고 직무 재설계의 부정적인 효과는 무엇인지와 같은 직무 재설계에 관한 많은 탐구 경로가 있다고 지적한다.
마지막으로, 그들은 팀 작업 설계와 관련된 잠재적 연구 방향을 제시했다. 특히, 그들은 성과를 높이기 위해 개인 또는 팀 수준을 목표로 하는 작업 설계를 언제 사용해야 하는지, 그리고 특정 작업에 가장 적합한 팀 유형은 무엇인지 이해할 필요성을 논의한다.

## 실제적 함의
직무 특성 이론은 작업 설계(직무 충실화라고도 함) 문헌에 확고히 자리 잡고 있으며, 이 이론은 조직행동 분야 전체에서 가장 많이 인용되는 이론 중 하나가 되었다. 실제적으로 직무 특성 이론은 직무 특성 충실화를 통해 직원의 동기 부여, 직무 만족 및 성과를 높이는 프레임워크를 제공한다.
직무 특성 이론은 연구자들에게 채택되어 다양한 직업과 조직에서 사용되었다. 응용 분야에서 핵먼과 올덤은 여러 자문사가 자신들의 모델을 채용하거나 필요에 맞게 수정했다고 보고했다.

## 같이 보기
- 핵심 자기 평가
- 산업심리학
- 직무 만족
- 동기 부여
- 직장에서의 긍정심리학
- 작업 설계
- 작업 동기